# Caserne Vauban (Bouillon)
Pour les articles homonymes, voir Caserne Vauban (homonymie).
L'ancienne caserne Vauban est un immeuble classé situé dans la ville et commune de Bouillon en province de Luxembourg (Belgique).  

## Localisation
L'ancienne caserne Vauban se trouve au nord de la ville, sur la rive gauche de la Semois, entre le boulevard Vauban (anciennement boulevard Heynen), la rue des Bastions et la rue de l'Hospice. Le bastion du Dauphin se dresse à proximité de la caserne.

## Historique
Après la prise du château de Bouillon en 1676 par les armées françaises du roi Louis XIV, le titre de duc de Bouillon est confirmé pour la Maison de La Tour d'Auvergne, vicomtes de Turenne. Par la suite, Vauban se rend à Bouillon et rédige un mémoire pour la fortification de la ville. En 1680, l’ingénieur Thomas de Choisy érige un nouveau rempart, des portes, neuf bastions défensifs et deux casernes, sous la direction de Vauban. Aujourd'hui, les portes ont disparu mais l'une des deux casernes ainsi que trois des neuf bastions subsistent encore. La seconde caserne a été ravagée par un incendie en 1965.

## Description
Ce long bâtiment enduit et peint mesure approximativement 73 mètres de long et une largeur d'environ 13 mètres. Il compte vingt travées et trois niveaux (deux étages). Il a été construit comme corps de caserne de cavalerie avec un rez-de-chaussée dévolu aux écuries, les deux étages occupés par les logements pour les cavaliers et l'infanterie et un grenier à grains. 

## Classement et protection
Les casernes Vauban (façades et toitures), boulevard Heynen n°16 sont classées depuis le 6 février 1978 et reprises sur la liste du patrimoine immobilier classé de Bouillon.

## Activités
L'ancienne caserne Vauban abrite un centre de santé.